# California King Bed
Singles de Rihanna
Man Down
(2011) Cheers (Drink to That)
(2011)
Pistes de Loud
Only Girl (In the World) Man Down
California King Bed est une chanson de la chanteuse barbadienne Rihanna, issue de son cinquième album studio, Loud (2010). Écrite par Priscilla Renea, Alex Delicata, Andrew Harr, Jermaine Jackson, coécrite et coproduite par The Runners, elle a été présentée aux radios américaines comme le cinquième single de l'album aux États-Unis mais est le quatrième single international. Musicalement, California King Bed est une ballade de style rock.
Les critiques ont des avis différents sur la performance vocale. La chanson atteint la 37e du Billboard Hot 100 aprrès avoir passé plusieurs semaines dans le hit-parade. Cependant, la chanson a plus de succès dans le monde : elle est numéro un en Pologne et Slovaquie et atteint le top 5 en Allemagne, Australie, Autriche et Nouvelle-Zélande. Un clip, réalisé par Anthony Mandler, montre Rihanna chanter sa déception sur son petit ami qui lui montre ses vrais sentiments. Le décor présente un lit de plus de cinq mètres de long. Rihanna interprète la chanson aux ACM Awards avec Jennifer Nettles, à American Idol et Today. Elle interprète également cette chanson lors du Loud Tour (2011).

## Développement, sortie et structure musicale
Rihanna enregistre la chanson en 2010 aux We The Best Studios à Miami et aux Burst HQ à Milwaukee. Au début du mois de mars 2011, Rihanna demande à ses fans de choisir le single suivant S&M. Depuis Twitter, les fans sont invités à choisir entre Cheers (Drink to That), Man Down, California King Bed et Fading. Rihanna tournera le clip de la chanson qui a reçu le plus de voix fin mars. Le 12 mars, Rihanna confirme que les fans ont choisi en majorité California King Bed comme prochain single. Aux États-Unis, Man Down est envoyée aux radios urbaines le 3 mai 2011,. Cependant, California King Bed est bien le quatrième single dans les autres pays.
California King Bed est une chanson à tempo modéré qui s'inspire du rock, a une mesure en 4/4 et est composée dans la tonalité de Sol majeur avec un tempo de 92 pulsations par minute. Elle suit les notes Sol/Si, Do2 comme progression d'accords dans les couplets et Sol, Do, Mi mineur et Do dans les refrains. La gamme vocale de Rihanna s'étend des notes Sol3 à Do5. Ryan Bulerson de Consequence of Sound compare la chanson avec celles de Taylor Swift. Andy Gill de The Independent loue la performance vocale de Rihanna en disant qu'il s'agit de « sa meilleure performance vocale », cependant, Robert Copsey de Digital Spy critique sa voix, en déclarant : « Elle s'aventure dans un territoire bien au-delà de ses capacités vocales habituelles ».

## Accueil

### Critique
Andy Gill de The Independent et Ryan Dombell de Pitchfork remarquent que la chanson incarne tous les éléments d'une ballade et Andy Gill déclare qu'il s'agit de « la meilleure performance vocale de Rihanna » et le dernier déclare qu'il s'agit « d'une ballade de type I Don't Want to Miss a Thing génétiquement créée pour accompagner une comédie romantique de Kate Hudson ». Daniel Brockman de Boston Phoenix considère la chanson comme une « ballade inoffensive ». Scott Shetler de Popcrush commente qu'il est frais de voir Rihanna sortir une ballade au lieu d'un flot de chansons clubs et dit : « Bien que California King Bed suive l'arrangement ordinaire d'une ballade, la chanson est un beau changement pour la star barbadienne. Même si nous aimons les hits clubs de Rihanna, il est rafraîchissant d'entendre une chanson construite autour de sa voix impressionnante ». Stacey Anderson de Spin explique le sens des paroles de la chanson, en disant : « California King Bed est une ballade douloureuse sur la mort d'une relation, la scène d'un oubli avant le crash final ; c'est si bien fait que c'est difficile à entendre ». Robert Copsey de Digital Spy donne quatre étoiles sur cinq et dit : « Le quatrième single de Loud prend les rênes comme les rythmes trépidants et les paroles sado-masochistes, mais ce n'est pas costaud ni extravagant. La métamorphose rythmique des guitares aoustiques dans les numéros rock 'n' roll des années 80 quand elle chante les moments les plus intimes avant une rupture. Elle s'aventure dans un territoire au-delà de ses capacités vocales ». Thomas Conner de Chicago Sun-Times dit que « les guitares acoustiques de California King Bed sont construites sur une cinématique, un refrain de style Diane Warren ».
Kyle Anderson d'Entertainment Weekly donne un avis mitigé et dit : « Elle n'a pas la technique pour faire des ballades, et fait la piètre qualité de California King Bed avec un bruit sourd ». De façon similaire, Henry Goldblatt de la même publication donne la note et critique le titre en disant qu'il a été emprunté à Pottery Barn. Cependant, il salue le crève-cœur irrésistible de la chanson et ajoute que la voix de Rihanna montre une gamme vocale plus puissante que ses précédentes chansons. Andy Kellman d'AllMusic et Emily Mackay de NME critiquent plus la chanson, et le premier la considère comme un « rock trop pleureur » et l'autre dit que c'est « une bourde parmi les ballades, avec une intro acoustique pas intéressante, un piano banal et un faux solo ».

### Commercial
Avant sa sortie officielle en single, California King Bed débute à la 61e place du hit-parade australien le 11 avril 2011 et atteint la quatrième position pendant deux semaines. La chanson est certifiée disque de platine par l'Australian Recording Industry Association (ARIA) pour la vente de 70 000 exemplaires. La chanson entre dans le hit-parade néo-zélandais avant sa sortie en single le 18 avril 2011 à la 18e place et arrive au quatrième rang pendant deux semaines,. Le single est certifié disque d'or pour la vente de 7 500 exemplaires. Au Royaume-Uni, la chanson atteint la huitième place le 5 juin 2011 et la troisième du classement R&B le 11 juin. Aux États-Unis, la chanson entre à la 84e place du Billboard Hot 100 le 4 juin 2011 et monte jusqu'à la 37e place, devenant le 25e top 40 de Rihanna,.

## Clip

### Développement
Le clip de California King Bed est tourné en mars 2011 et tourné par Anthony Mandler comme pour la plupart des clips de Rihanna. Mandler a déjà réalisé les clips d'autres singles de Loud : Only Girl (In the World) et Man Down,. Le directeur, Ciarra Pardo, crée un lit de cinq mètres de long avec une rallonge spéciale. Lors d'une interview avec Jocelyn Vena de MTV, Mandler parle de sa collaboration de longue date avec Rihanna :

« Je pense que c'est quelque chose d'unique ce que Rihanna est en train de faire, chaque personnage qu'elle joue, chaque facette qu'elle montre, elle s'y met à 1000%... Et je pense que dans le thème et la chanson, elle veut évidemment montrer une facette douce, une facette plus clean, ce qui arrive dans une relation tumultueuse... Il y a beaucoup de variétés avec elle et beaucoup de voyages avec elle. »

La vidéo est diffusée pour la première fois le 6 mai 2011 sur la chaîne VEVO de Rihanna.

### Synopsis et accueil
L'ensemble du clip se passe dans un décor tropical et romantique. La vidéo débute avec Rihanna allongée sur l'herbe. Puis on voit des scènes où elle marche le long d'une plage et se balancer sur une chaise. On la voit ensuite avec son partenaire dans son lit, s'asseyant aux deux côtés opposés du lit, et dans d'autres scènes à côté des rideaux. Dans le clip, il y a plusieurs scènes en noir et blanc où elle est contre un mur de pierres. Dans cette vidéo, elle retourne à la nature comme dans Only Girl (In the World), qui présente les mêmes couleurs dans California King Bed. L'apparition de Rihanna dans le lit est complétée par l'atmosphère colorée du clip. Brad Wete d'Entertainment Weekly donne une critique positive et écrit : « Au lieu de tout contrôler, elle est vulnérable, ouverte et incertaine. La vidéo capture le sens de la chanson, ce qui n'est pas difficile à saisir ».

## Interprétations scéniques

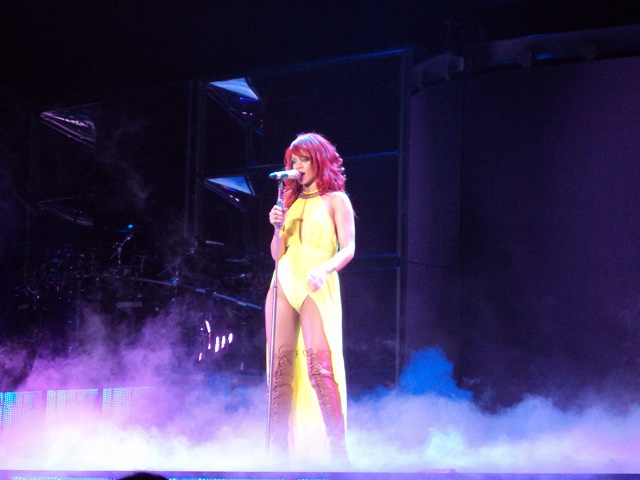
Rihanna interprète California King Bed lors de son Loud Tour.

Rihanna interprète la chanson pour la première fois avec Sugarland et Jennifer Nettles aux ACM Awards qui se tiennent l'Academy of Country Music le 3 avril 2011,. Elle l'interprète en tant qu'artiste invité le 14 avril 2011 à American Idol,. Rihanna apparaît en robe de soirée rose et derrière de longs rideaux. Kara Warner de MTV complimente la prestation : « La chanteuse de 23 ans ébranle la salle avec une prestation éthérée de sa ballade California King Bed ». Un journaliste de Rolling Stone écrit : « C'est une prestation classique et relax avec Rihanna en robe de soirée, accompagnée de danseurs qui caressent du préfabriqué probablement des lits, mais cela paraît plus monstrueux que des feuilles de papier toilette accrochées au plafond. Mais de toute façon, c'est beau ». En mars 2011, Nivea choisit California King Bed pour leur publicité fêtant les cent ans de la société. Pour promouvoir la publicité, Rihanna interprète la chanson lors de plusieurs concerts en mai 2011 à Hambourg, Milan et Paris,,. Elle l'interprète également lors du Today du 27 mai 2011 avec ses numéros un précédents : Only Girl (In the World), What's My Name et S&M,. Elle l'interprète lors de son Loud Tour,. Pia Toscano et Stefano Langone, candidats de la dixième saison d'American Idol reprennent la chanson durant un prime.

## Versions
Téléchargement
1. California King Bed – 4:11

CD single
1. California King Bed (Album Version) – 4:11
2. S&M (Sidney Samson Club Remix) – 3:20

Remixes
1. California King Bed (DJ Chus & Abel Ramos Radio) – 3:27
2. California King Bed (The Bimbo Jones Radio) – 3:13
3. California King Bed (Bassjackers Radio) – 3:19
4. California King Bed (DJ Chus & Abel Ramos Club) – 6:07
5. California King Bed (The Bimbo Jones Club) – 6:08
6. California King Bed (Bassjackers Club) – 5:01
7. California King Bed (DJ Chus & Abel Ramos Dub) – 6:13
8. California King Bed (The Bimbo Jones Dub) – 6:05
9. California King Bed (Bassjackers Dub) – 5:02

## Crédits
Crédits issus de l'album Loud
- Écriture – Andrew Harr, Jermaine Jackson, Priscilla Renea, Alex Delicata
- Production – The Runners
- Enregistrement – Jef "Supa Jeff" Villanueva
- Production vocale – Kuk Harrell
- Enregistrement vocal – Kuk Harrell, Josh Gudwin, Marcos Tuvar
- Assistant – Kyle White
- Mixage – Phil Tan
- Ingénieur – Damien Lewis
- Guitares électrique et acoustique – Alex Delicata
- Basse – Eric England
- Chœurs – Priscilla Renea
- Mastering – Chris Gehringer

## Classements
| Pays                                      | Position | Certification |
| ----------------------------------------- | -------- | ------------- |
| Allemagne                                 | 8        | –             |
| Australie                                 | 4        | Platine       |
| Autriche                                  | 4        | –             |
| Belgique (Nl)                             | 26       | –             |
| Belgique (Fr)                             | 9        | –             |
| Brésil                                    | 2        | –             |
| Canada                                    | 20       | –             |
| Danemark                                  | 30       | –             |
| Écosse                                    | 8        | –             |
| France                                    | 30       | –             |
| Hongrie                                   | 17       | –             |
| Irlande                                   | 11       | –             |
| Italie                                    | 10       | Or            |
| Nouvelle-Zélande                          | 4        | Or            |
| Pays-Bas                                  | 19       | –             |
| Pologne                                   | 1        | –             |
| République tchèque                        | 6        | –             |
| Royaume-Uni                               | 8        | –             |
| Royaume-Uni R&B                           | 3        | –             |
| Slovaquie                                 | 1        | –             |
| Suède                                     | 31       | –             |
| Suisse                                    | 10       | Or            |
| États-Unis Billboard Hot 100              | 37       | –             |
| États-Unis Billboard Pop Songs            | 18       | –             |
| États-Unis Billboard Hot Dance Club Songs | 11       | –             |

## Dates de sortie
| Pays        | Date            | Format                              |
| ----------- | --------------- | ----------------------------------- |
| Australie   | 4 avril 2011    | Radio                               |
| Danemark    | 13 mai 2011     | Téléchargement légal                |
| France      | 13 mai 2011     | Téléchargement légal                |
| Italie      | 13 mai 2011     | Téléchargement légal                |
| Pays-Bas    | 13 mai 2011     | Téléchargement légal                |
| Suède       | 13 mai 2011     | Téléchargement légal                |
| États-Unis, | 16 mai 2011     | Radio Hot/Modern adult contemporary |
| États-Unis, | 31 mai 2011     | Radio                               |
| États-Unis, | 6 juin 2011     | Radio Hot/Modern adult contemporary |
| Allemagne   | 24 juin 2011    | CD single                           |
| États-Unis  | 19 juillet 2011 | Remixes                             |